# Agustí Alamán Rodrigo
Agustí Alamán Rodrigo (1912, Algemesí - 1994, València) és un compositor, pianista i director de música. Destaca per haver fundat la Coral Polifònica Valentina el 1942 i al mateix temps ser director de l'Escuela de Cantos Folk. Estudià dret i música a València. Estava darrere de la publicació Llevant, vinculada a l'associació Gran Peña, i va defendre l'ensenyament en valencià.
Al 1932, junt amb Doménec Gómez Senent, Robert Moròder i Molina, Claudi Chaqués, Vicent Rodríguez Martínez i Robert Feo i García, constituí una associació d'estudiants universitaris conreadors de la llengua, literatura, geografia, economia i història, nomenada Agrupació Valencianista Escolar. A partir del 1942, per a la Coral Polifònica Valentina, inicía la tasca d'adaptació a una versió rítmica valenciana d'obres simfònic-corals com ara El Messies de Händel i la Passió segons sant Mateu de Bach. Al 1977 se li va concedir la medalla d'argent de la Ciutat de València, i al 1981 la Placa d'argent-Homenatge de la Diputació de València per la seua dedicació al foment de la música coral.

## Obres
Obres musicals
- Estrela del Matí (1947) amb lletra de Martí Domínguez Barberà, el año 1947
- Cant a la senyera (1949), amb lletra de Carles Salvador."[6] Cantat per primera vegada al Teatre Olimpia el 26 maig 1949", segons nota manuscrita de Carles Salvador a un programa de la Coral polifònica Valentina.
- Por la flor del lirio azul (1971)[7]
- Recull de cántics cristians (1961)[8] amb textos de Carles Salvador, Josep Sanç i Mola, Enric Soler i Godes, Bernat Artola i Tomàs, P. Antoni Bertran i Duran, mossén Jacint Verdeguer, etc
- Precs a la Mare de Déu dels Desemparats, per a cor d'infants i orgue, amb lletra de Carles Salvador[8]
- Suite nadalenca (1975)[9]
- Ave Maria (Déu vos salve) i La Santa Doctrina, entre d'altres, publicats al cançoner diocesà de València de 1959,[10] recopilat per  Mn. Climent.

Didàctica
- Música: primer curso, hi ha dos edicions[11]
- Apuntes de didáctica y formación musical (1978) junt a Vicente Sanjosé Huguet[12]
- ¡A tope! 2 (2001) junt a Rafa Fenollosa (coord.) ... et al.[13]